# Guntúr
Guntúr  (telugu: గుంటూరు, angol: Guntur) város Indiában, Ándhra Prades államban. 
Lakossága 651 ezer fő volt 2011-ben elővárosokkal mintegy 1 millió.

## Története
Guntur neve először I. Ammaraja (i. e. 922-929), Vengi Chalukyan király felirataiban található.
1788-ban a Brit Kelet-indiai Társaság vette át a Kondaveedu erődöt, majd a 19. század elején elhagyta azt Guntur javára, amelyet a róla elnevezett kerület székhelyévé tettek. 1859-ben megszüntették, majd 1904-ben újraalakították a kerületet.
Andhra állam megalakulásakor a legfelsőbb bíróságot Gunturban állították fel, Andhra Pradesh megalakulása után azonban Hyderabadba költöztették. Később az állam kettéosztása után a maradék állam fővárosi régiójában, Guntur közelében új legfelsőbb bíróságot állítottak fel.

## Gazdasága
Gazdasági, kulturális központ. Gazdasági élete részben a környék mezőgazdasági terményeire épül (gyapot, dohány, csilipaprika stb.) Az ország legnagyobb csilipaprika-előállítója.

## Nevezetességek
- Pierre Janssen francia csillagász itt fedezte fel 1868-ban a héliumot.

## Fordítás
Ez a szócikk részben vagy egészben  a   Guntur című angol Wikipédia-szócikk fordításán alapul.  Az eredeti cikk szerkesztőit annak laptörténete sorolja fel. Ez a jelzés csupán a megfogalmazás eredetét és a szerzői jogokat jelzi, nem szolgál a cikkben szereplő információk forrásmegjelöléseként.